# Jižní Korea na Letních olympijských hrách 2016
Jižní Koreu na Letních olympijských hrách v roce 2016.

## Medailisté
| Medaile | Jméno                                 | Sport             | Soutěž                                         |
| ------- | ------------------------------------- | ----------------- | ---------------------------------------------- |
| Zlato   | Kim Woo-jin Ku Bon-chan Lee Seung-yun | Lukostřelba       | Družstvo mužů                                  |
| Zlato   | Chang Hye-jin Choi Mi-sun Ki Po-pe    | Lukostřelba       | Družstvo žen                                   |
| Zlato   | Pak Sang-jong                         | Šerm              | Muži kord                                      |
| Zlato   | Čin Čong-o                            | Sportovní střelba | Muži 50 metrů libovolná pistole                |
| Zlato   | Chang Hye-jin                         | Lukostřelba       | Ženy jednotlivkyně                             |
| Zlato   | Ku Bon-chan                           | Lukostřelba       | Muži jednotlivci                               |
| Zlato   | Kim So-hui                            | Taekwondo         | Ženy 49 kg                                     |
| Zlato   | Oh Hye-ri                             | Taekwondo         | Ženy 67 kg                                     |
| Zlato   | Park Inbee                            | Golf              | Ženy jednotlivkyně                             |
| Stříbro | Čong Po-kjong                         | Judo              | Ženy 48 kg                                     |
| Stříbro | An Pa-ul                              | Judo              | Muži 66 kg                                     |
| Stříbro | Kim Jong-hyun                         | Sportovní střelba | Muži 50 metrů libovolná malorážka 60 ran vleže |
| Bronz   | Yoon Jin-hee                          | Vzpírání          | Ženy 53 kg                                     |
| Bronz   | Kwak Tong-han                         | Judo              | Muži 90 kg                                     |
| Bronz   | Kim Čong-hwan                         | Šerm              | Muži šavle                                     |
| Bronz   | Ki Po-pe                              | Lukostřelba       | Ženy jednotlivkyně                             |
| Bronz   | Kim Hjon-u                            | Zápas             | Muži řecko-římský 75 kg                        |
| Bronz   | Kim Tae-hun                           | Taekwondo         | Muži 58 kg                                     |
| Bronz   | Lee Dae-hoon                          | Taekwondo         | Muži 68 kg                                     |
| Bronz   | Jung Kyung-eun Shin Seung-chan        | Badminton         | Ženy dvojice                                   |
| Bronz   | Cha Dong-min                          | Taekwondo         | Muži +80 kg                                    |